# Джамаль Баджандух
Джамаль Баджандух (араб. جمال با جندوح; нар. 22 лютого 1992, Борнмут, Велика Британія) — саудитський футболіст, опорний півзахисник клубу «Ат-Таї». Народився в Англії, але на міжнародному рівні представляє Саудівську Аравію.

## Клубна кар'єра
Народився в Борнмуті. У 13-річному віці приєднався до аравійського клубу «Аль-Іттіхад». У лютому 2012 року повернувся до Англії, де став гравцем нижчолігового клубу «Вімборн Таун». Проте три місяці по тому, після перегляду в молодіжному складі, підписав контракт з «Борнмутом».
Влітку 2013 року повернувся до Саудівської Аравії, де знову став гравцем «Аль-Іттіхада». Влітку 2019 року гравець через офіційний твіттер-акаунт оголосив про свій відхід з «Аль-Іттіхада». 13 липня 2019 року приєднався до хорватського клубу «Вараждин», з яким підписав 2-річний контракт.
22 вересня 2020 року вільним агентом підписав контракт з «Аш-Шабабом». 8 січня 2022 року «Ат-Тай» оголосив про піврічну оренду опорного півзахисника. 27 лютого 2022 року підписав повноцінний 2-річний контракт з «Ат-Таї».

## Кар'єра в збірній
У футболці національної збірної Саудівської Аравії дебютував 30 березня 2015 року в переможному (2:1) товариському матчі проти Йорданії. Оскільки матч мав статус товариського, Джамаль все ще має право виступати за Англію.

## Статистика виступів

### У збірній
| Дата      | Місто     | Господарі         | Результат | Гості    | Турнір           | Голи | Примітки |
| --------- | --------- | ----------------- | --------- | -------- | ---------------- | ---- | -------- |
| 30-3-2015 | Ед-Даммам | Саудівська Аравія | 2 – 1     | Йорданія | товариський матч | -    | 46'      |
| Усього    |           | Матчів            | 1         |          | Голів            | 0    |          |

## Досягнення
«Аль-Іттіхад»
- Кубок наслідного принца Саудівської Аравії
  -  Володар (1): 2016/17

- Королівський кубок Саудівської Аравії
  -  Володар (1): 2018